# Rhadi Ben Abdesselam
Rhadi Ben Abdesselam (in arabo راضي بن عبد السلام‎?; Ksar es Souk, 28 febbraio 1929 – Fès, 4 ottobre 2000) è stato un maratoneta e mezzofondista marocchino, medaglia d'argento nella maratona ai Giochi olimpici di Roma 1960.

## Biografia
Salì alla ribalta internazionale nel 1960 vincendo il Campionato internazionale di corsa campestre davanti al belga Gaston Roelants: fu la prima vittoria di un atleta africano in questa competizione, giunta quell'anno alla sua 47ª edizione.
Lo stesso anno prese parte ai XVII Giochi olimpici di Roma. Dopo essere giunto 14º nella gara dei 10000 metri, corse la maratona conquistando la medaglia d'argento alle spalle di Abebe Bikila al termine di una gara condotta in testa assieme all'atleta etiope, che riuscì a distanziarlo solo negli ultimi 500 metri. La sua fu la prima medaglia olimpica vinta da un rappresentante del Marocco, paese che partecipava per la prima volta ai Giochi.

## Palmarès
| Anno | Manifestazione  | Sede | Evento      | Risultato | Prestazione | Note  |
| ---- | --------------- | ---- | ----------- | --------- | ----------- | ----- |
| 1960 | Giochi olimpici | Roma | 10000 metri | 14º       | 29'34"4     | [ 1 ] |
| 1960 | Giochi olimpici | Roma | Maratona    | Argento   | 2h15'41"6   | [ 2 ] |

## Altre competizioni internazionali
1961
- Oro alla Lotto Cross Cup de Hannut ( Hannut) - 39'27"

1962
- Oro al Cross de San Sebastián ( San Sebastián) - 38'51"